# Zé Relampo
José Soares de Assis (Ceará-Mirim, 1928 - Ceará Mirim, 2002) mais conhecido por seu nome artístico, Zé Relampo ou Zé Relâmpago, foi um mestre mamulengueiro potiguar. Ficou famoso por apresentar, de maneira teatral, o João Redondo (também conhecido como Mamulengo) no Rio Grande do Norte. 

## Biografia
José Soares de Assis iniciou seu interesse pelo teatro de bonecos, o João Redondo, aos 16 anos de idade, após assistir a uma apresentação de Manuel Januário na localidade de Caiada de Baixo, antigo nome do município de Macaíba, no Rio Grande do Norte. A partir dessa experiência marcante, passou a confeccionar, de maneira autodidata, seus próprios bonecos, com os quais realizava apresentações nos finais de semana como forma de complementar sua renda. Nesta época, ele também aprendeu a tocar a rabeca, instrumento similar ao violino, para as suas apresentações. À época, José trabalhava em uma lavoura e, apesar de nunca ter aprendido a ler, demonstrava grande habilidade e criatividade na construção e manipulação dos bonecos.
Com o passar do tempo, José passou a residir no bairro das Quintas, em Natal, onde atuava como carroceiro. Após a mudança para a capital potiguar, suas apresentações com o João Redondo tornaram-se menos frequentes, embora sua ligação com a tradição popular permanecesse.
José é irmão de Miguel Soares de Assis e Antônio Soares de Assis, ambos também envolvidos com o teatro de bonecos desde a juventude. Juntos, os irmãos expandiram a prática do João Redondo para outras localidades, levando a arte popular para além dos limites de sua comunidade de origem.
Durante as apresentações, que combinam falas cômicas e narrativas com acompanhamento musical — geralmente sanfona, pandeiro e bombo — os três filhos de José, Osiel, Osiano e Osélio, atuavam ativamente na performance, contribuindo para envolver o público na trama encenada. Apesar da participação dos filhos nas apresentações, José declarou não se preocupar com a possibilidade de que nenhum deles desse continuidade à tradição como mestres do João Redondo.
Serviu de inspiração para muitas pessoas que continuam com o legado do Teatro de Bonecos, que é diferente de um Teatro de fantoches. Dentre os que se inspiraram, estão o Chico Simões (Francisco Simões de Oliveira Neto) e o Pedro Cabeça (Pedro da Silva).

### Acervo Zé Relampo
A trajetória de Zé Relampo, importante representante do Teatro de Bonecos Popular do Nordeste, foi registrada em 1978 no âmbito do Programa Nacional Bolsa-Trabalho/Arte, executado no Rio Grande do Norte pelo Museu Câmara Cascudo/UFRN. Na ocasião, uma pesquisa dedicada ao teatro popular identificou e documentou diversos artistas atuantes na tradição, entre os quais Zé Relampo.
Atualmente, o Museu Câmara Cascudo preserva um conjunto expressivo de materiais relacionados ao artista, incluindo bonecos e registros de pesquisa que evidenciam sua relevância no cenário do teatro de bonecos potiguar. A conservação desse acervo contribui não apenas para o reconhecimento da trajetória individual de Zé Relampo, mas também para a valorização da memória coletiva e para a continuidade dessa manifestação da cultura popular brasileira.
A importância de sua atuação também é reconhecida em âmbito nacional. Zé Relampo é mencionado no dossiê técnico elaborado pelo Instituto do Patrimônio Histórico e Artístico Nacional (IPHAN) como parte do processo de Registro do Teatro de Bonecos Popular do Nordeste como Patrimônio Cultural do Brasil. Sua presença nesse documento atesta sua contribuição à salvaguarda e difusão dessa arte tradicional, afirmando seu papel como agente fundamental na preservação de saberes, práticas e expressões do universo popular nordestino.